# Insar
Insar (russisch Инсар, mokschanisch Инсара, Insara) ist eine Kleinstadt in der Republik Mordwinien (Russland) mit 8687 Einwohnern (Stand 14. Oktober 2010).

## Geographie
Die Stadt liegt etwa 70 km südwestlich der Republikhauptstadt Saransk an der Mündung der Insarka in die Issa im Flusssystem der Wolga.
Insar ist Verwaltungszentrum des gleichnamigen Rajons.

## Geschichte
Insar wurde erstmals 1648 als „Festung“ mit zugehöriger Siedlung urkundlich erwähnt und erhielt 1780 Stadtrecht. 1926 verlor der Ort das Stadtrecht, 1958 wurde es jedoch erneut verliehen.

### Bevölkerungsentwicklung
| Jahr | Einwohner |
| ---- | --------- |
| 1897 | 4300      |
| 1939 | 5624      |
| 1959 | 5844      |
| 1979 | 9034      |
| 1989 | 9275      |
| 2002 | 8951      |
| 2010 | 8687      |

Anmerkung: Volkszählungsdaten (1897 gerundet)

## Söhne und Töchter der Stadt
- Sergei Kirdjapkin (* 1980), Leichtathlet